# Proyecto 4.1

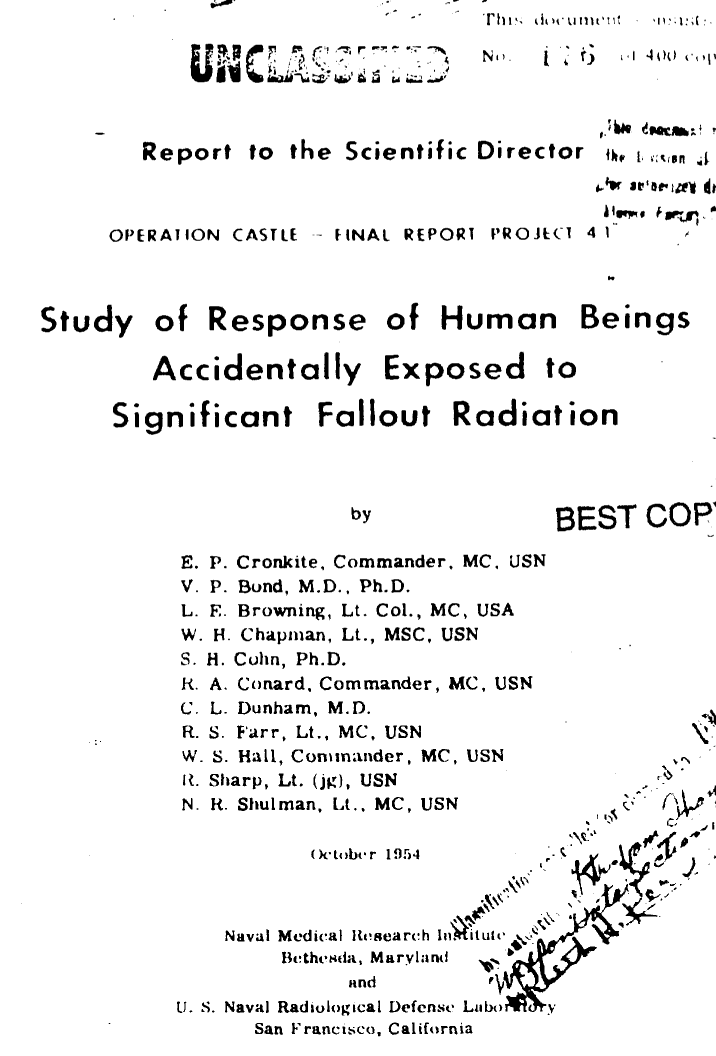
La protada del reporte final del Proyecto 4.1, "Estudio de la respuesta de seres humanos expuestos accidentalmente a importantes radiaciones radiactivas".

El Proyecto 4.1 fue la designación para un estudio y experimentación médica realizados por los Estados Unidos de los residentes de las Islas Marshall expuestos a la lluvia radiactiva de la prueba nuclear Castle Bravo del 1 de marzo de 1954 en el atolón Bikini, que tuvo un rendimiento inesperadamente grande. Fuentes históricas gubernamentales y tradicionales señalan que el estudio se organizó el 6 o 7 de marzo de 1954, menos de una semana después de la prueba Castle Bravo.

## Creación y secreto
A raíz de la detonación de Castle Bravo, se agregó una sección de investigación de efectos de las armas de la prueba. El proyecto 4,, "Efectos biomédicos", incluiría al Proyecto 4.1, titulado "Estudio de la respuesta de los seres humanos expuestos a importantes radiaciones beta y gamma debido a las consecuencias de armas de alto rendimiento". Eugene P. Cronkite del Centro Médico Naval Nacional que fue designado Oficial de Proyecto.Las instrucciones de Cronkite enfatizaron la importancia del secreto en torno al proyecto:

... El proyecto esta clasificado como DATOS RESTRINGIDOS SECRETOS. Debido a una posible reacción pública adversa, usted instruirá específicamente a todo el personal de este proyecto a tener especial cuidado en no discutir el propósito de este proyecto y sus antecedentes o hallazgos con nadie, excepto aquellos que tengan intereses específicos "de saberlo."

El propósito del proyecto, como explicó un informe de la Agencia Nuclear de Defensa de 1982, era tanto médico como de investigación:

...Los propositos de [Project 4.1] son de (1) evaluar la severidad de las heridas por la radiación a las que los humanos han sido expuestos,(2) proporcionar toda la atención médica necesaria, y (3) realizar un estudio científico de las lesiones por radiación en seres humanos.

## Preparación
Como escribió un Comité del Departamento de Energía que escribió sobre los experimentos de radiación humana: "Parece haber sido casi inmediatamente evidente para la AEC y el Grupo de Trabajo Conjunto que dirige la serie Castle que la investigación sobre los efectos de la radiación podría hacerse junto con el tratamiento médico de las poblaciones expuestas." El informe del DOE también concluyó que "El doble propósito de lo que ahora es un programa médico del DOE ha llevado a una visión por los marshaleses que estaban siendo utilizados como 'conejillos de indias' en un 'experimento de radiación'".

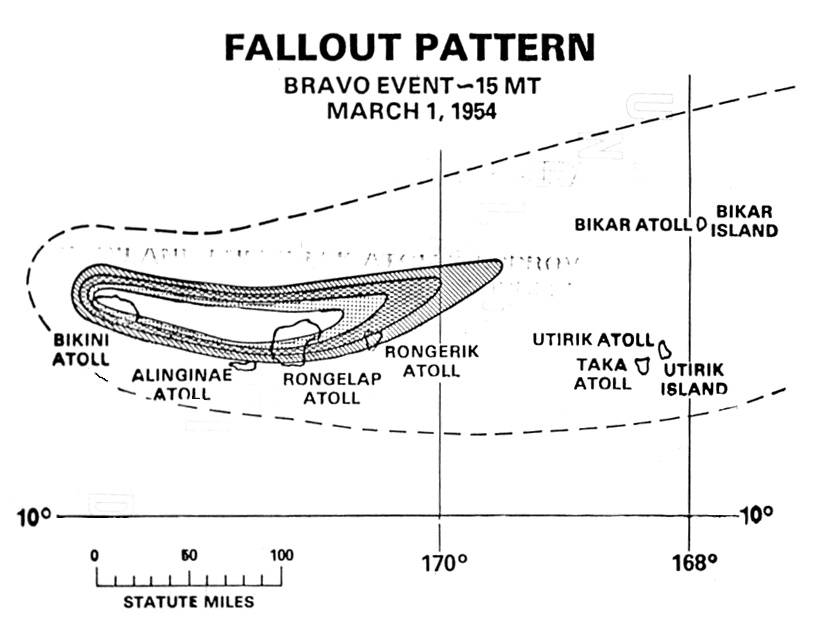
La columna de lluvia que Castle Bravo esparció niveles peligrosos de radiación en un área de más de 100 millas de largo, incluidas islas habitadas.

Las organizaciones involucradas en el proyecto incluyeron el Instituto Naval de Investigación Médica, el Laboratorio de Defensa Radiológica Naval, el Escuadrón de Patrulla 29, la Estación Aérea Naval, Kwajalein, el Laboratorio Nacional de Los Álamos, el Laboratorio de Pesca Aplicada en la Universidad de Washington y en el Operaciones de energía atómica de Hanford. En el proyecto se utilizaron tres barcos de la Armada de los EE. UU.: USS Nicholas, USS Renshaw y el USS Philip.

## Intencionalidad
Algunos marshaleses han alegado que la exposición de los marshaleses fue premeditada. En 1972, el Representante de Micronesia Ataji Balos acusó en el Congreso de Micronesia (Territorio en Fideicomiso de las Islas del Pacífico)] que la exposición durante Bravo tenía un propósito para que la AEC pudiera desarrollar capacidades médicas para tratar a esos expuesto a las consecuencias durante la guerra nuclear, y acusó que los marshaleses fueron elegidos debido a su estatus marginal en el mundo en general. Según una transcripción interna estadounidense de la charla de Balos, Balos alegó que "Estados Unidos decidió convertir a nuestra gente en conejillos de indias porque no son blancos sino nativos morenos de algunas islas remotas del Pacífico. El tratamiento médico que los rongelapenses y utrikese han estado recibiendo también es muy cuestionable." AEC emitió un comentario del personal negando estos cargos.
En 1994, se encontró un prospecto del programa "Castle Bravo" de 1953 que incluía una referencia al Proyecto 4.1 aparentemente escrito antes de que ocurriera el disparo de "Bravo". El gobierno de Estados Unidos respondió que alguien había vuelto a la lista de proyectos después de la prueba "Bravo" para insertar el Proyecto 4.1; por tanto, según el gobierno estadounidense, los actos no fueron premeditados. Todos los demás documentos estadounidenses apuntan a que el Proyecto 4.1 se estableció después de la prueba "Bravo"; la mayoría de las fuentes señalan que se organizó el 7 de marzo de 1954..
El informe final del Proyecto 4.1 comenzaba en su prefacio con la declaración de que "La Operación Castle no incluía un programa biomédico" (lo menciona al analizar la naturaleza ad hoc por la cual se reunió el personal del proyecto). Todos los relatos históricos oficiales y convencionales de la prueba Bravo indican que su alto nivel de consecuencias fue el resultado de un error de cálculo en relación con su diseño de arma nuclear y no fue deliberado (ver el Castle Bravo artículo para más información sobre el presunto accidente).
Barton C. Hacker, el historiador oficial de las exposiciones a los ensayos nucleares de Estados Unidos (quien, al final, es muy crítico con el manejo estadounidense del incidente "Bravo"), caracterizó la controversia de la siguiente manera:

En marzo de 1954, la AEC decidió rápidamente que aprender cómo respondían las víctimas marshalesas de Castle Bravo a su exposición accidental podría tener un inmenso valor médico y militar. La acción inmediata se centró en verlos evacuados y descontaminados, y luego atendidos médicamente. Pero también comenzaron los estudios sobre sus exposiciones y secuelas. Ese esfuerzo se convirtió en el proyecto 4.1 del programa experimental Castle. Esta desafortunada elección de terminología puede ayudar a explicar las acusaciones posteriores de que la AEC había expuesto deliberadamente a los marshaleses para observar los efectos. Al igual que los pintores estadounidenses de diales de radio de la década de 1920 y los japoneses de Hiroshima y Nagasaki en 1945, los marshaleses de 1954 sin darse cuenta proporcionaron datos que de otro modo serían inalcanzables sobre las consecuencias humanas de la alta exposición a la radiación. Los hallazgos del proyecto 4.1 pronto comenzaron a aparecer impresos.

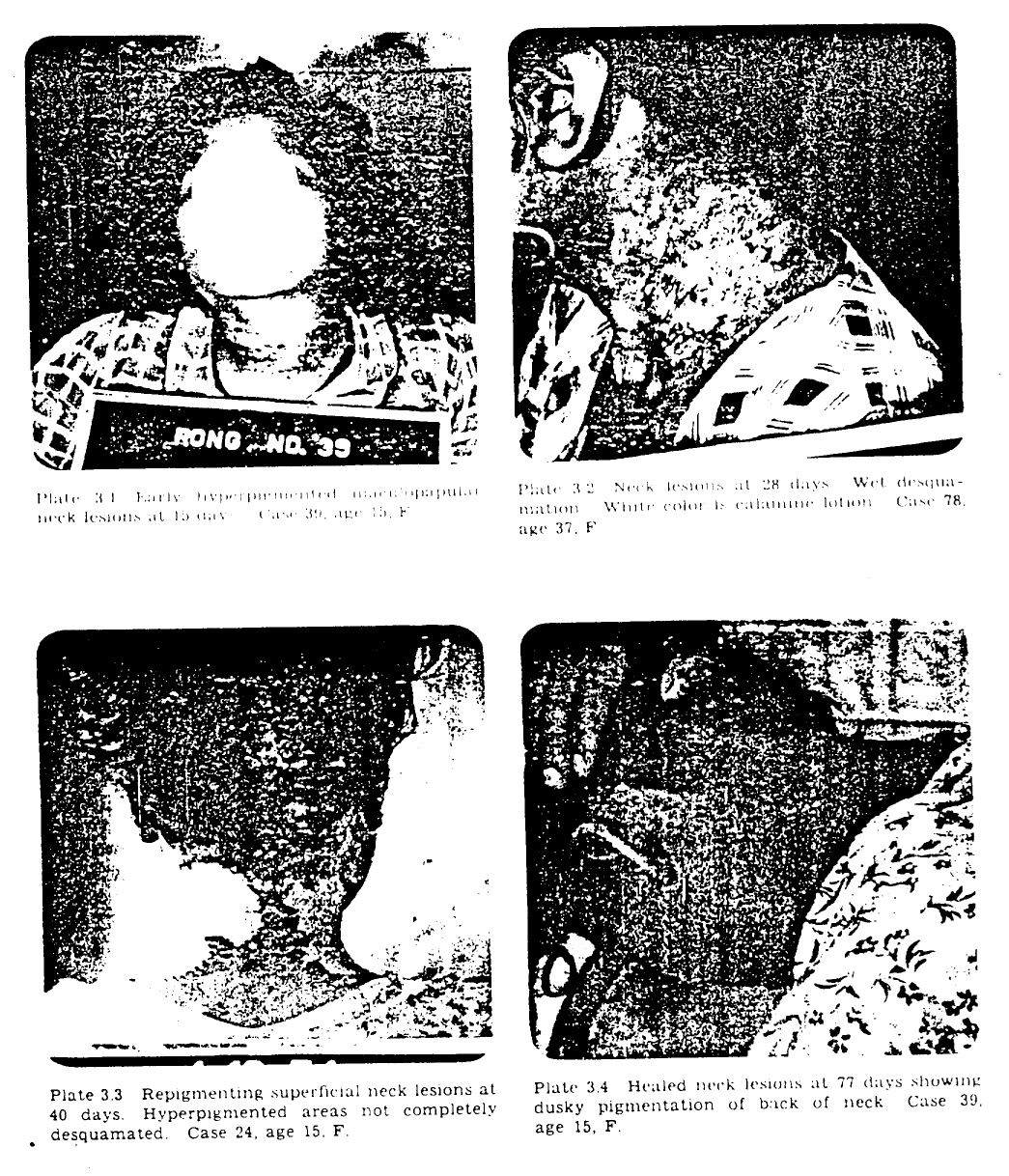
Fotografías de marshaleses expuestos estudiados durante el Proyecto 4.1 (en este caso, las fotografías muestran el desarrollo y la curación de lesiones del cuello) causadas por la lluvia nuclear adherida a las áreas húmedas comunes de la piel humana expuesta, y las quemaduras beta resultantes.

Sin embargo, la controversia continúa, alimentada por el legado de desconfianza sembrado por los ensayos nucleares estadounidenses en las Islas Marshall, que implicaron reubicar a cientos de personas y dejar inhabitables varios atolones. Si bien la mayoría de las fuentes no creen que la exposición fue intencional, no hay duda de que Estados Unidos estudió cuidadosamente a los marshaleses expuestos, pero nunca obtuvo consentimiento informado de los sujetos del estudio. Este estudio de los marshaleses fue en algunos casos beneficioso para su tratamiento y en otros no. De esta manera, el estudio de los marshaleses expuestos refleja los mismos errores éticos que se cometieron en otros aspectos de los experimentos de radiación humana secretos realizados por la Comisión de Energía Atómica en los años 1940 y 1950, que salió a la luz sólo después del final de la Guerra Fría.

## Resultados sobre los efectos
Según el informe del Proyecto Final 4.1, la prueba Bravo expuso a 239 marshaleses en los Utirik, Rongelap y Ailinginae a niveles significativos de radiación, y 28 estadounidenses estacionados en el atolón Rongerik también estuvieron expuestos. Aquellos en el atolón Rongelap fueron los más gravemente afectados, recibiendo aproximadamente 175 rads de radiación antes de ser evacuados. Los de Ailinginae recibieron 69 rads, los de Utirik recibieron 14 rads y los estadounidenses de Rongerik recibieron una dosis promedio de 78 rads.
Los resultados del Proyecto 4.1 original fueron publicados por los autores del estudio en revistas médicas profesionales en 1955, como el Journal of the American Medical Association.
En 2010 se calculó que, por subpoblación, la proporción proyectada de cánceres atribuibles a la radiación procedente de todas las pruebas nucleares realizadas en las Islas Marshall es del 55% (con un rango de incertidumbre del 28% al 69%) entre 82 personas expuestas en 1954. en Rongelap y Ailinginae.
La mayoría de las personas expuestas no mostraron inmediatamente signos de enfermedad por radiación, aunque a los pocos días se manifestaron otros efectos de una exposición significativa a la radiación: pérdida de cabello y daños importantes en la piel, incluidas "lesiones en carne viva y supurantes", entre los Rongelap. y grupos Ailinginae. Sin embargo, las lesiones sanaron rápidamente, lo que corresponde a la exposición a la radiación. El resumen del informe concluyó que "las estimaciones de la carga corporal total indican que no existe ningún peligro a largo plazo".
Desde 1954 se realizaron controles de seguimiento adicionales a intervalos regulares sobre los marshaleses estudiados en el Proyecto 4.1. Aunque los marshaleses experimentaron efectos inmediatos mucho más leves que los pescadores japoneses expuestos a la lluvia radiactiva de "Bravo" en el barco pesquero Daigo Fukuryū Maru, los efectos a largo plazo fueron más pronunciados ya que dependían en gran medida de la subsistencia y fueron reubicados en el lugar de las pruebas en Bikini, Enewetak y Rongelap, mientras que los pescadores japoneses fueron devueltos a Japón. Durante la primera década después de la prueba, los efectos fueron ambiguos y estadísticamente difíciles de correlacionar con la exposición a la radiación: los abortos espontáneos y los nacimientos muertos entre las mujeres expuestas a Rongelap se duplicaron en los primeros cinco años después del accidente, pero luego volvieron a la normalidad; En los niños aparecieron algunas dificultades de desarrollo y problemas de crecimiento, pero sin un patrón claro. Sin embargo, en las décadas siguientes, los efectos fueron innegables. Los niños comenzaron a desarrollar cáncer de tiroides de manera desproporcionada (debido a la exposición a yodo radioactivo), y casi un tercio de los expuestos desarrollaron neoplasias en 1974.

## Citas e informes
Esta es una lista de informes realizados bajo el Proyecto 4.1. Esta lista no es exhaustiva:
- E.P. Cronkite, V.P. Bond, L.E. Browning, W.H. Chapman, S.H. Cohn, R.A. Conard, C.L. Dunham, R.S. Farr, W.S. Hall, R. Sharp, N.R. Shulman, Study of Response of Human Beings Accidentally Exposed to Significant Fallout Radiation, Operation CASTLE, Project 4.1, Naval Medical Research Institute, Naval Radiological Defense Laboratory, Defense Atomic Support Agency, Oak Ridge National Laboratory, Report #WT-923 (October 1954). Online at http://worf.eh.doe.gov/data/ihp2/2776_.pdf (enlace roto disponible en Internet Archive; véase el historial, la primera versión y la última)..
- S.H. Cohn, R.W. Rinehart, J.K. Gong, J.S. Robertson, W.L. Milne, W.H. Chapman, V.P. Bond, Nature and Extent of Internal Radioactive Contamination of Human Beings, Plants, and Animals Exposed to Fallout, Operation CASTLE, Project 4.1, Naval Radiological Defense Laboratory, Naval Medical Research Institute, Report #WT-936 (December 1955). Online at http://worf.eh.doe.gov/data/ihp1d/6205e.pdf (enlace roto disponible en Internet Archive; véase el historial, la primera versión y la última)..
- V.P. Bond, R.A. Conrad, J.S. Robertson, E.A. Weden, Medical Examination of Rongelap People Six Months After Exposure to Fallout, Operation CASTLE, Project 4.1 Addendum, Naval Medical Research Institute, Naval Radiological Defense Laboratory, Report #WT-937 (April 1955). Online at http://worf.eh.doe.gov/data/ihp2/2774_.pdf (enlace roto disponible en Internet Archive; véase el historial, la primera versión y la última)..
- R. Sharp, W.H. Chapman, Exposure of Marshall Islanders and American Military Personnel to Fallout, Operation CASTLE, Project 4.1 Addendum, Naval Medical Research Institute, Report #WT-938 EX (March 1957). Online at http://worf.eh.doe.gov/data/ihp2a/0283_a.pdf (enlace roto disponible en Internet Archive; véase el historial, la primera versión y la última)..
- C.A. Sondhaus, V.P. Bond, Physical Factors and Dosimetry in the Marshall Island Radiation Exposures, Operation CASTLE, Report on Addendum Report for Project 4.1 Naval Radiological Defense Laboratory Report #WT-939 (December 1955). Online at http://worf.eh.doe.gov/data/ihp1d/15187e.pdf (enlace roto disponible en Internet Archive; véase el historial, la primera versión y la última)..